# Vilim II., njemački car
Vilim II. (njem. Wilhelm II.) (Berlin, 27. siječnja 1859. – Doorn, Nizozemska, 4. lipnja 1941.), njemački vladar iz dinastije Hohenzollern koji je u povijest ušao kao posljednji njemački car i pruski kralj.
Stupio je na prijestolje godine 1888. i odmah došao u sukob s kancelarom Ottom von Bismarckom oko pitanja treba li se Njemačka u svojoj vanjskoj politici oslanjati na diplomaciju ili vojnu silu. Wilhelm je odgovor na to vidio u uspjesima pruske vojske u ratovima 19. stoljeća te Bismarcka prisilio na odstupanje. Nova agresivna politika odrazila se i u nagloj izgradnji njemačke ratne mornarice što je Drugi Reich dovelo u sukob s Britanskim Imperijem i uzrokovalo utrku u naoružanju te zbližavanje Britanije s Francuskom i Rusijom. Svi su ti događaji bitno doprinijeli izbijanju Prvog svjetskog rata 1914. godine.
Nekoliko dana prije njemačke kapitulacije u studenom 1918. godine, Vilim je abdicirao i otišao u progonstvo u Nizozemsku, a Njemačka je postala republikom. Jedna od odredbi Versailleskog mirovnog ugovora zahtijevala je da mu se sudi kao ratnom zločincu, ali ga je nizozemska vlada odbila izručiti.

## Životopis

### Djetinjstvo i dolazak na vlast
Friedrich Wilhelm Albert Viktor von Preußen se rodio 27. siječnja 1859. u Berlinu, kao najstariji sin Fridrika Vilima Pruskog (kasnije Fridrik III.) i njegove žene Viktorije. Bio je iz dinastije Hohenzollern, a baka mu je bila engleska kraljica Viktorija.
Samo njegovo rođenje bilo je komplicirano, a kao posljedica lijeva ruka će mu biti dijelom nepomična i očito kraća, što je vidljivo na nizu fotografija. Zbog invaliditeta imao je relativno teško djetinstvo, njegova majka Viktorija je njegov defekt smatrala vlastitim neuspjehom, te ga je teško prihvaćala. Mladi Vilim je zbog toga bio izložen raznoraznim, neuspjelim i čudnim terapijama, kao na primjer elektrošokovima ili nasilnim istezanjem ruke. Inače, odnos prema njegovoj majci će biti kroz cijeli život jako hladan. Još jedna zanimljivost je da ga je njegova majka zvala William (engleska inačica njegovog imena), umjesto Wilhelm (njemačka inačica). To će za Vilima imati posljedicu podijeljenih osjećaja prema Britaniji i Britancima kroz cijeli život.
Kao sedmogodišnjak je doživio pobjedu Pruske nad Austro-Ugarskom 1866., a kao dvanaestogodišnjak je doživio pobjedu Njemačke nad Francuskom te proglašenje Carstva. Zasigurno su ti događaji bili ključni u njegovom djetinjstvu, kao i odgoj u militarističkom pruskom društvu. Posebno je štovao svog djeda, cara Vilima I., osnivača Drugog njemačkog carstva (Reicha), kasnije će njemačkom društvu, ali i historiografiji, za njega pokušavati nametnuti ime Vilim Veliki, no bezuspješno.
U vojnu službu je stupio 1877., nakon što je završio gimnaziju u Kasselu. Godine 1880., na rođendan djeda Vilima I., unaprijeđen je u čin satnika (Hauptmann). Međutim, kao budućem vladaru onemogućeno mu je da sve svoje djelovanje usmjeri prema vojsci. Zato se uputio na studij u Bonn, a 1881. se oženio za Augustu Viktoriu von Schleswig-Holstein-Sonderburg-Augustenburg.
Iako se nije samo fokusirao na vojnu karijeru, do 1888. je uspio napredovati do čina brigadnog generala (Generalmajor) te postati zapovjednik 2. pješadijske brigade (2. Garde-Infanterie-Brigade). Vojna služba je često bila prekidana odmorima u kojima bi se Vilim pokušavao bolje upoznati s administrativnim poslovima. U samoj državi je već od 1871. na funkciji kancelara Otto von Bismarck. Svjetski cjenjen državnik, „željezni kancelar“, čvrsto je u rukama držao cjelokupnu Njemačku. Vješto je manipulirao Vilimom I. i Fridrikom III., no kod Vilima II. situacija će biti drugačija. 
Godina 1888. u povijest ulazi kao godina triju careva (Dreikaiserjahr). Dana 9. ožujka preminuo je car Vilimm I. Naslijedio ga je Fridrik III., no on će vladati samo 99 dana, umrijet će 15. lipnja u Potsdamu, od posljedica raka. Istoga dana, njegov sin Vilim, koji tada ima 29 godina, postaje njemački car i pruski kralj, pod imenom Vilim II.

### Vladavina, sukob s Bismarckom i reforme
Iako je Vilim u svojoj mladosti imao pozitivno mišljenju o kancelaru Bismarcku, to se promijenilo dolaskom na vlast. Razlog sukoba je sigurno Vilimova nestrpljivost, ali i naivnost. Protivio se pažljivoj vanjskoj politici kancelara, a nije ni mogao tolerirati da netko drugi, osim njega, upravlja carstvom. Cilj mu nije samo bio vladati, nego i raditi. Za razliku od Vilima I., on nije mogao podniti da mu kancelar obavlja svakodnevne administrativne poslove. Njihov odnos će se s vremenom još više pogoršavati. Razići će se oko ključnih pitanja u vanjskoj politici, dok se Bismarck zalagao za učvršćivanje savezništva s Rusijom, car se okretao Austro-Ugarskoj. Kap koja je prelila čašu je antisocijalistički zakon (zakon koji je zabranjivao djelovanje socijaldemokrata i socijalista van Reichstaga i Landtaga), koji je Bismarck htio pooštriti. Vilim ga je želio posve ukinuti, rekavši: „Ich will meine ersten Regierungsjahre nicht mit dem Blut meiner Untertanen färben!“ („Svoje prve godine vladavine ne želim bojati krvlju svojih podanika!“). Otto von Bismarck je ostajao pri svojem stajalištu, što će biti kobno za njega. Dana 20. ožujka 1890. car je otpustio Bismarcka iz službe. On će zatim postati jedan od najvećih kritičara Vilimove vladavine, što se može vidjeti iz njegovih memoara, koji su objavljeni tek 1919. godine. 
Za Bismarckova nasljednika je izabran Leo von Caprivi, s kojim je car namjeravao provesti svoje reforme. Doba kancelara Caprivia je obilježeno prijateljskim odnosima s Engleskom, te transformacijom Njemačke iz agrarne u industrijsku državu. Njemački izvoz će doživiti enormni porast, a roba s natpisom Made in Germany je bila jamstvo za proizvode vrhunske kvalitete, svugdje cjenjene u svijetu. Njemačka će postati gospodarska sila broj jedan, nadmašivši Veliku Britaniju. 
Što se tiče socijalnih reformi, Vilim je od samog početka htio biti car siromaha, kako je i sam rekao. Tako je još u doba kancelara Bismarcka zabranio rad nedjeljom, ukinio noćni rad za žene i djecu, kao i rad žena u posljednjim mjesecima trudnoće. Ipak socijaldemokrati su i dalje ostali veliki Vilimovi protivnici, o tome svjedoči i slučaj kada su u Reichstagu glasovali protiv zakona kojima bi se poboljšao položaj radnika. Glasovali su protiv jer, prema njima, to nisu dovoljno velike reforme. Oni su zahtijevali ustavne promjene, demokratizaciju, prvenstvo parlamenta pri političkim odlukama, smanjenje troškova za oružane snage, slobodu za kolonije i drugo. Ovi uvjeti, ne samo da su nemogući, nego su i smiješni, a kod cara su izazvali još veću mržnju prema socijaldemokraciji. Iako se imovno stanje radnika iz godine u godine poboljšalo, Vilim II. nije uspio odvratiti radnike da glasuju za socijaldemokrate, tako da će oni prije početka Prvog svjetskog rata biti najjača parlamentarna stranka. 
Međutim, socijaldemokrati nisu jedina skupina koja je caru zadavala poteškoće. U istočnim dijelovima Pruske, Poljaci su bili faktor destabilizacije carstva. Tome je posebno doprinijela politika germanizacije koju je provodio kancelar Bismarck, što je rezultiralo otporom poljskog stanovništva u istočnim dijelovima carstva. Vilim II. je otpustom Bismarcka ukinio mnoge represije, te Poljake priznao kao zasebni narod unutar carstva. Uz sve to, car je uspio i poboljšati odnose s katolicima unutar carstva (okupljeni u Deutsche Zentrumspartei), pogotovo nakon odlaska Bismarcka, koji je bio jedan od glavnih zagovaratelja sukoba s Katoličkom Crkvom u Njemačkoj (Kulturkampf). S vremenom su se poboljšali i odnosi katolika i protestanata. 

### Vanjskopolitičke poteškoće i krize prije Prvog svjetskog rata
Godine 1894. je von Caprivi otpušten iz službe. Za novog kancelara je izabran Chlodwig zu Hohenlohe-Schillingsfürst, koji je bio jako slab kancelar. Odnosi s Englezima su se pogoršali, posebno nakon što je car Vilim II. poslao čestitku Paul Krügeru, predsjedniku Transvaalske (Južnoafričke) Republike, u kojoj on njemu čestita na uspješnoj obrani od probritanskih pučista (tzv. Jameson-raid). U Engleskoj je ta čestitka izazvala opće nezadovoljstvo i protunjemačko raspoloženje.
Godine 1900. godine izabran je novi kancelar, Bernhard von Bülow. On se isto nije mogao snositi s novim izazovima, na unutarnjem planu zakazao je kao in a vanjskom. Odnosi s Francuskom, Engleskom i Rusijom su dosegli samo dno. Engleskoj je smetala izgradnja njemačke ratne flote, a Rusija je uzaludno očekivala podršku Njemačke protiv Austro-Ugarske na Balkanu. Da bi poboljšao odnose s Rusijom, Vilim II. je 1905., uočio ruskog poraza od Japana, sklopio sporazum o prijateljstvu s carem Nikolom II. No već 1907. Rusija je taj sporazum proglasila ništavnim, navodeći da bi mogao našteti njihovim odnosima s Francuskom.
Esencijalna je bila i Prva marokanska kriza, to jest Vilimov posjet Tangeru 31. ožujka 1905., kada je, između ostalog, rekao da će braniti nezavisnost Maroka od bilo koga. Taj govor je razbjesnio Francuze koji su u Maroku imali kolonijalne interese. Ta kriza se pokušavala rješiti konferencijom u Algecirasu, koja je sazvana na zahtjev Njemačkoga carstva. No ta konferencija nije urodila plodom za Nijemce, Maroko je de facto podijeljen između Francuske i Španjolske, zadržavajući tek formalno nezavisnost. Tu je i famozna Daily-Telegraph-afera, naime Vilim II. je dao kontroverzni intervju za engleske novine Daily telegraph. U tom intervjuu car je rekao da su Englezi ludi što ne prihvaćaju njegovo prijateljstvo, da on želi samo mir, ali da mu Engleska to otežava, da Njemačka ima pravo na svoju flotu i da se Englezi nje ne trebaju bojati. Spomenuti intervju je razbjesnio englesku javnost, koja je to shvatila kao izazov za englesku flotu. 
Godine 1911. u središtu svjetske pozornosti ponovno je bio Maroko. Nakon što su francuske snage okupirale Fes i Marakeš, Vilim je naredio da se pošalje ratni brod SMS Panther u Agadir. Uskoro su stigla još dva njemačka ratna broda SMS Berlin i SMS Eber. Cilj te akcije je bio prisiliti Francusku na ostupanje nekih kolonijalnih posjeda. Engleska je tu akciju krivo protumačila kao pokušaj Nijemaca da ometaju njihove veze prema Egiptu i Indiji. Odnosi između te dvije zemlje nikada nisu bile lošije, car nije zagovarao rat, no njemačka javnost mu je u međuvremenu predbacivala kukavičluk, te su mnogi nacionalistički političari unutar Njemačke zagovarali preventivni rat. Druga marokanska kriza je riješena 4. studenog 1911., Francuska je obećala odstupiti dio Konga i drugih posjeda u Africi, a Njemačka je za uzvrat priznala prevlast Francuske u Maroku. Ipak, Njemačka je nakon te krize došla u još veću međunarodnu izoliranost, a svi ovi događaji nas uvode u Prvi svjetski rat.

### Prvi svjetski rat
Car Vilim II. je bio dobar prijatelj prijestolonasljednika Franje Ferdinanda, zato ga je vijest o njegovoj smrti 1914. šokirala. Austro-Ugarskoj je ponudio pomoć u uništenju Crne Ruke, srpske organizacije koja je bila odgovorna za atentat na nadvojvodu Franju Ferdinanda. Što se tiče rata, Vilim ga nije zagovarao, o tome svjedoči i intenzivno dopisivanje između ruskog i njemačkog cara uoči rata. S druge strane, Vilim II. je dozvolio agresivno djelovanje Austro-Ugarske protiv Srbije, čime je izbio Prvi svjetski rat.
Vanjskopolitičke poslove car je predao u ruke njemačkih generala (Oberste Heeresleitung). Ruska mobilizacija vojske je njemačkom vojnom vodstvom bio znak da objave rat Rusiji i Francuskoj, cilj im je bio najprije pokoriti Francusku pa zatim Rusiji. Strategiju za taj pothvat izradio je Generalfeldmarschall Alfred Graf von Schlieffen, prema kojemu je taj plan i nazvan (Schlieffenplan).
Car se nije dirao u vojna pitanja, a s vremenom je sve više gubio na značenju. Doista, Njemačka je u ratnim godina bila pod vojnom diktaturom, a cara se gotovo i nije ništa pitalo. Ishod rata je poznat, a Vilim je dovoljno rano shvatio da je borba do zadnjega čovjeka besmislena, tako da je zagovarao kapitulaciju. Nakon katastrofalnog ishoda rata, Vilim II. je znao da mora abdicirati. Zanimljivo je da je tadašnji kancelar Max von Baden proglasio 9. studenog 1918. Vilimovo abdiciranje, bez njegova znanja! S time završava monarhija u Njemačkoj, a car je bio prisiljen izjaviti i vlastito abdiciranje još u istom mjesecu. 

### Život u Nizozemskoj
Već 10. studenog 1918. Vilim se uputio u Nizozemsku, te zatražio azil, koji je i dobio. Do 1920. Vilim je živio u Amerongenu, a nako toga do svoje smrti u dvorcu Haus Doorn u Doornu.
Godine 1921. umrla mu je žena, a 1922. je oženio princezu Herminu von Schönaich-Carolath, koja je bila udovica. Oko sebe je okupio veći broj učenih ljudi s kojima se posvetio kulturnim i povijesnim pitanjima. Imao je dovoljno slobodnog vremena, tako da je našao novi hobi – cijepanje drva. Uz ostalo obožavao je lov, u kojemu je prema nekim procjenama ubio oko 46.000 životinja.
Napisao je svoje memoare, smatrao je da jedino monarh može donijet mir svojoj zemlji, to njegovo stajalište je učvrstio neuspjeli puč Hitlera 1923. godine, kao i cjelokupna nestabilna situacija u poslijeratnoj Njemačkoj. Od 1933. se pomalo zbližio s nacionalsocijalistima u Njemačkoj, i to prvenstveno zahvaljujući svojoj ženi koja je tada putovala Njemačkom. Smatrao je da će nacisti omogućiti restauraciju monarhije te njegov povratak na prijestolje, no prevario se. Iako ga je Hermann Göring dva puta posjetio u Doornu, Hitleru nije uopće stalo do obnove monarhije. Neki smatraju da je i sam Vilim bio antisemitski nastrojen, no to su neutemeljene tvrdnje, najbolji primjer zato jest činjenica da je Vilim bio zgrožen kada je čuo za Kristalnu noć 1938., nazvavši taj događaj sramotom. Također je rekao da se prvi put srami zato što je Nijemac. Nasuprot tome, poznato je da je Vilimu bilo drago što je Hitler uspio poraziti Francusku, zbog toga mu je poslao dopis u kojem mu čestita na pobjedi, ne kao Führeru nego kao kancelaru, što je razbjesnilo Hitlera. 
Vilim je umro 4. lipnja 1941. u Doornu. Počasna straža je čuvala ulaz na njegovom posjedu, Hitler o tome nije ništa znao, a kad je saznao da počasna straža čuva bivšeg monarha naljutio se, te je zamalo otpustio generala koji je to naredio. Međutim, Hitler se nadao da će Vilimovo tijelo moći prebaciti u Berlin te tamo organizirati veliki pogreb na državnoj razini, koji bi iskoristio u propagandne svrhe. Tako bi dokazao da je Treći Reich izravni nasljednik starog Njemačkog carstva. Srećom, poštivala se Vilimova želja o nepovratku u Njemačku dok se ne obnovi monarhija.
Nacističke vlasti su omogućile mali vojnički sprovod u Doornu, na njemu je sudjelovao i njemački heroj iz Prvog svjetskog rata August von Mackensen. Još dan danas, svake godine, se okupljaju njemački monarhisti u Doornu kako bi odali počast posljednjem njemačkom caru. Na grobu mu stoji sljedeći natpis, koji je i sam odabrao: „Lobet mich nicht, denn ich bedarf keines Lobes; rühmet mich nicht, denn ich bedarf keines Ruhmes; richtet mich nicht, denn ich werde gerichtet.“ („Ne hvalite me, jer ne zavređujem nikakvo hvaljenje; ne slavite me, jer ne zavređujem nikakvo slavljenje; ne sudite me; jer ću biti suđen“).

## Vanjske poveznice
- johnclare.net (21:06h, 10. svibnja 2007.)
- de-wikipedia.org (16:09h, 9. svibnja 2007.)
- en-wikipedia.org (16:09h, 9. svibnja 2007.)

| Prethodnik:          | Vilim II. (1888. - 1918.) | Nasljednik:         |
| Fridrik III. (1888.) | Vilim II. (1888. - 1918.) | Weimarska Republika |